# Jõgisoo (Saue)
Jõgisoo est un village de la commune de Saue du comté de Harju en Estonie.
Au 31 décembre 2011, il compte 266 habitants.